# تانیا لامارکا
تانیا لامارکا (به انگلیسی: Tania Lamarca) ژیمناست زادهٔ ۳۰ آوریل ۱۹۸۰ میلادی اهل کشور اسپانیا است.